# Muse Sick-n-Hour Mess Age
Albums de Public Enemy
Greatest Misses
(1992) He Got Game
(1998)
Singles
1. Give It Up
Sortie : Juillet 1994
2. I Stand Accused
Sortie : Décembre 1994
3. So Whatcha Gone Do Now
Sortie : Juillet 1995

Muse Sick-n-Hour Mess Age est le cinquième album studio de Public Enemy, sorti le 23 août 1994.
Le titre de l'opus est une stylisation de « Music and our message ».
L'album s'est classé 4e au Top R&B/Hip-Hop Albums et 14e au Billboard 200 et a été certifié disque d'or par la Recording Industry Association of America (RIAA) le 25 octobre 1994.

## Liste des titres
| No  | Titre                                                         | Contient un (des) sample(s) de                                                                                    | Durée |
| --- | ------------------------------------------------------------- | --- | ----- |
| 1.  | Whole Lotta Love Goin on in the Middle of Hell                | Searching for Soul de Jake Wade and the Soul Searchers Brother's Gonna Work It Out de Willie Hutch                | 3:13  |
| 2.  | Theatrical Parts                                              | | 0:28  |
| 3.  | Give It Up                                                    | I Got You (I Feel Good) de James Brown Opus De Soul d'Albert King et Steve Cropper Theme From Shaft d'Isaac Hayes | 4:31  |
| 4.  | What Side You On?                                             | | 4:07  |
| 5.  | Bedlam 13:13                                                  | | 4:07  |
| 6.  | Stop in the Name...                                           | | 1:21  |
| 7.  | What Kind of Power We Got?                                    | Soul Power de James Brown Fight the Power de Public Enemy                                                         | 5:31  |
| 8.  | So Whatcha Gone Do Now                                        | | 4:41  |
| 9.  | White Heaven/Black Hell                                       | (Girl) I Love You des Temprees                                                                                    | 1:06  |
| 10. | Race Against Time                                             | Get Up, Get Into It, Get Involved de James Brown                                                                  | 3:21  |
| 11. | They Used to Call It Dope                                     | Bring the Noise de Public Enemy Show 'Em Whatcha Got de Public Enemy                                              | 0:30  |
| 12. | Aintnuttin Buttersong                                         | Star Spangled Banner de Jimi Hendrix                                                                              | 4:23  |
| 13. | Live and Undrugged, Parts 1 & 2                               | Revolution des Beatles Let's Stay Together d'Al Green Punks Jump Up to Get Beat Down de Brand Nubian              | 5:55  |
| 14. | Thin Line Between Law & Rape                                  | No Woman, No Cry de Bob Marley and The Wailers                                                                    | 4:45  |
| 15. | I Ain't Mad at All                                            | Bustin' Loose de Chuck Brown and The Soul Searchers Dance Across the Floor de Jimmy « Bo » Horne                  | 3:25  |
| 16. | Death of a Carjacka                                           | | 2:00  |
| 17. | I Stand Accused                                               | Funky Worm des Ohio Players The Payback de James Brown                                                            | 3:57  |
| 18. | Godd Complexx                                                 | | 3:40  |
| 19. | Hitler Day                                                    | | 4:28  |
| 20. | Harry Allen's Interactive Super Highway Phone Call to Chuck D | | 2:55  |
| 21. | Livin in a Zoo (Remix)                                        | | 3:38  |